# آتیلیو کرماسکی
آتیلیو کرماسکی (اسپانیایی: Atilio Cremaschi‎; ۸ مارس ۱۹۲۳ – ۳ سپتامبر ۲۰۰۷) بازیکن فوتبال اهل شیلی بود.
از باشگاه‌هایی که در آن بازی کرده‌است می‌توان به باشگاه فوتبال کولو-کولو اشاره کرد.
وی همچنین در تیم ملی فوتبال شیلی بازی کرده‌است.